# Patricia Matthews
Patricia Ann Ernst Matthews (1927 - 7 de diciembre de 2006) fue una prolífica autora de novelas góticas y novelas románticas bajo los seudónimos Patricia Ernst, P.A. Brisco, Patty Brisco, Patricia Matthews y Laura Wylie. Colaboró en varios libros de su marido Clayton Matthews.
En español tuvo traducida una decena de libros entre 1981 y 1990.

## Biografía
Patricia Ann Ernst nació en 1927. Casada con el también escritor Clayton Matthews, el matrimonio residió en San Diego, California.
Patricia Ann comenzó escribiendo novelas góticas bajo los seudónimos Patricia Ernst, P.A. Brisco y Patty Brisco, cuando el género comenzó a decaer, provó con las novelas románticas bajo su nombre de casada Patricia Matthews, seudónimo con el que colaboró con su marido Clayton Matthews en libros de suspense, también empleó el seudónimo de Laura Wylie. Ella y su esposo escribieron juntos cinco novelas de misterio con la protagonista Casey Farrell, y ella escribió tres novelas de misterio, situado en el suroeste de Estados Unidos, por su cuenta, los Thumprint Mysteries.
Patricia Ann falleció el 7 de diciembre de 2006 en la casa familiar de los Brisco.

### Como "P.A. Brisco"
- Harold Jensen's Hope Chest, 1959

### Como "Patty Brisco"
- "Horror at Gull House"	1969
- "Merry's treasure"	1969
- "The crystal window"	1973
- "House of candles"	1973
- "Mist of Evil"	1976
- "Too much in love"	1979

### Como "Patricia Matthews"
- "Love's avenging heart"	1976
- "Love forever more"	1977 (Amor para siempre)
- "Love's wildest promise"	1977 (Promesa salvaje, 1981/06; 1981/07; 1983/07)
- "Love's daring dream"	1978 (Sueños de amor, 1982/01)
- "Love's pagan heart"	1978 (Amor pagano, 1983/01; 1995/01)
- "Raging rapids"	1978
- "Love's many faces"	1979
- "Love's golden destiny"	1979 (Dorado destino de amor, 1982/01)
- "Love's magic moments"	1979
- "Love's bold journey"	1980
- "Love's sweet agony"	1980 (Agonía de amor, 1982/01; 1995/02)
- "Tides of love"	1981
- "Embers of dawn"	1982
- "Empire"	1982
- "Flames of glory"	1982
- "Dance of dreams"	1983
- "Glamber in love"	1984
- "Midnight whispers"	1984
- "Tame the restless heart"	1985
- "Midnight laverder"	1985
- "Thursday and the lady"	1987
- "Enchanted"	1987
- "Mirrors"	1988
- "Oasis"	1988
- "The night visitor"	1988
- "Sapphire"	1989 (El zafiro estrella, 1990/08)
- "The dreaming tree"	1989 (El árbol de los sueños, 1990/05)
- "The death of love"	1990
- "The unquiet"	1991
- "The scent of fear"	1992 (con Clayton Matthews)
- "Vision of death"	1993 (con Clayton Matthews)
- "The sound of murder"	1994 (con Clayton Matthews)
- "Taste of evil"	1994
- "A touch of terror"	1995
- "Dead man riding"	1999
- "Death in the desert"	1999
- "Secret of Secco Canyon"	1999
- "Rendezvous at midnight"	2004

Otras traducciones:
- ¿? (Violenta tempestad de amor, 1982/01; 1983/01; 1983/07)
- ¿? (La casa de los sueños, 1987/11)

### Como "Laura Wylie"
- "The night visitor", 1987